# Armin Hahne
Armin Hahne, född den 10 september 1955 i Moers, är en tysk racerförare. Han är bror till formel 1-föraren Hubert Hahne.
Hahne tävlade främst i standardvagnsracing och har bland annat vunnit Spa 24-timmars och Bathurst 1000 km.